# Epactoides fiorii
Epactoides fiorii là một loài bọ cánh cứng trong họ Bọ hung (Scarabaeidae).